# Vučja vremena
Vučja vremena je deseti samostalni album hrvatskog glazbenika Jasmina Stavrosa koji je izašao 2003. u izdanju diskografske kuće Tonike/Croatia Recordsa. Album je pop žanra. 

## Popis pjesama
1. Boli
2. Vučja vremena
3. Pjevali smo stare pjesme
4. Nisi mi bila suđena
5. Lady M
6. Kaži što mi fali
7. Kome kući da se vratim
8. Nije znala reći r
9. Guraj stari
10. Ona ljubi

## Vanjske poveznice
- Diskografija
- CroArt